# Vasile Zăpârțan
Vasile Zăpârțan (n. 27 aprilie 1918, Benediug, azi Mănăstirea, județul Cluj – d. 5 august 1976, Manching, Pfaffenhofen, Bavaria) a fost rectorul misiunii Române Unite cu Roma din München începând cu 1957 și până la asasinarea sa de către Securitate în 1976. La slujba sa de înmormântare, săvârșită pe 11 august 1976 de episcopul Vasile Cristea, au participat mii de români sosiți din întreaga Germanie Occidentală.
A fost corespondent pentru România al publicației Kirche in Not, editată de fundația Kirche in Not, înființată pentru sprijinul bisericilor creștine din lagărul socialist. În materialele sale a denunțat nu numai persecuția Bisericii Catolice din România, ci și „subjugarea și înjosirea Bisericii Ortodoxe Române de către regimul comunist.”
În anul 1976 a obținut de la preotul Emil Riti înregistrarea audio în care cardinalul Iuliu Hossu, aflat în domiciliu forțat, recitise rezoluțiunea de la Alba Iulia din 1918. Zăpârțan a predat înregistrarea la postul de radio Europa Liberă, care a transmis-o pe post.
Conform generalului Ion Mihai Pacepa execuția părintelui Zăpârțan a fost ordonată personal de Nicolae Ceaușescu.
„Ceaușescu poate fi teribil de violent când are pică pe cineva. Curând după venirea sa la putere a simțit pentru prima dată gustul usturător al criticii publice, venită din partea unui lider emigrant român și reacția sa imediată a fost: "Omoară-l fără milă!". Omul care l-a criticat a fost Vasile Zăpârțan, un preot emigrant (greco-catolic) care trăia în Germania de Vest și care a denunțat cultul personalității lui Ceaușescu, atât în discursuri publice, cât și în slujbe bisericești.”—Ion Mihai Pacepa, Orizonturi Roșii, New York 1988, pag. 131.
Începând cu anul 1978 funcția de rector al misiunii române unite din München a fost preluată de Octavian Bârlea.